# Die Wunde
Die Wunde (Originaltitel Inxeba) ist ein südafrikanisches Filmdrama von John Trengove, das am 22. Januar 2017 im Rahmen des World Cinema Dramatic Competition des Sundance Film Festivals seine Weltpremiere feierte. Am 9. Februar 2017 eröffnete der Film das Panorama-Hauptprogramm der 67. Berlinale, die im Fokus Ermächtigung der schwarzen Geschichte stand.

## Handlung
Eine Gruppe junger Männer kommt in einer ländlichen südafrikanischen Bergregion zusammen, wo ein uraltes, traditionelles xhosaisches Initiationsritual namens Ukwaluka stattfindet; eine Beschneidungszeremonie, die sie zu Männern machen soll. Unter ihnen befindet sich auch Kwanda, ein Teenager aus Johannesburg, dessen Vater ein wohlhabender Geschäftsmann ist, der aus diesem Dorf stammt und beschlossen hat, seinen Sohn dieses Ritual durchlaufen zu lassen. Während des schmerzhaften Heilungsprozesses wird der 17-Jährige von vielen der anderen geächtet, doch bietet ihm Xolani, ein schüchterner Junge aus dem Dorf, seine Hilfe an. Dessen Freund Vitcha scheint die neuentstandene enge Bindung der beiden verdächtig, und er versucht die anderen heranwachsenden Männer gegen die beiden aufzubringen. 
Bald schon entdeckt Kwanda endlich den Grund für Vitchas Grausamkeiten, denn Xolani und der verheiratete Vitcha führen eine heimliche Liebesbeziehung, was bislang ein gut gehütetes Geheimnis war. Körperlichkeiten zeigen die beiden jungen Männer in der Öffentlichkeit immer nur in Form von Gewalttätigkeiten. Weil nun die Gefahr droht, dass Kwanda sie zu entlarven droht, muss Xolani in Folge dieser Umstände eine fürchterliche Entscheidung treffen, und eine Kette von tragischen Ereignissen wird in Gang gesetzt.

## Hintergrund

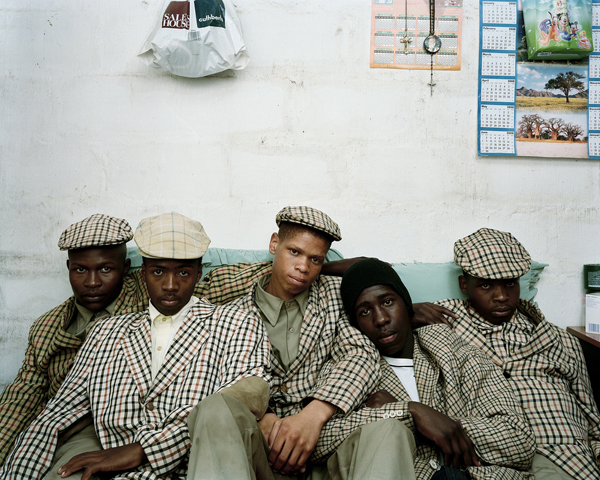
Eine Gruppe junger Xhosas nach ihrer Beschneidung

Ukwaluka ist ein altes Beschneidungsritual, das der Initiation junger Männer dient und in Südafrika noch immer von den Angehörigen der Xhosa praktiziert wird. Dabei werden Jungen im Alter von 16 bis 23 Jahren auf einem Berg beschnitten, was neben der Mannwerdung auch den Übergang in das Erwachsenenalter markiert. Zudem glaubt man, dass durch dieses Ritual zudem eine Heilung stattfindet, so von homosexuellen Gedanken. In den Gemeinschaften der Xhosa, wie auch in vielen anderen afrikanischen Kulturen, wird Homosexualität unter Heranwachsenden zwar toleriert, nicht jedoch unter Erwachsenen.
Dadurch, dass es sich bei einer Beschneidung um ein delikates Thema handelt, werden Details über die Zeremonie geheim gehalten und tabuisiert. Ein weiteres Tabu ist das Thema Homosexualität. In großen Teilen Afrikas kommt es zu Gewalttaten gegenüber Homosexuellen, und in Ländern wie Uganda und Simbabwe droht ihnen mitunter die Todesstrafe. Im Film versucht der Regisseur diese beiden tabuisierten Themen, Hintergründe zur Ukwaluka-Zeremonie und Homosexualität in der afrikanischen Kultur, zu verbinden, über die bislang nicht gesprochen wurde und über die daher nur wenig bekannt ist. Der Regisseur stellt in seiner fiktiven Geschichte am Beispiel seines Protagonisten dar, wie es ist, wenn im Leben eines jungen Mannes plötzlich beide Tabuthemen von Bedeutung sind. Wichtig war es ihm auch, zu zeigen, dass die Lust und die Intimität zwischen Männern so alt sind, wie die afrikanische Kultur selbst, weshalb er das Ukwaluka-Ritual zum Ausgangspunkt seines Films machte.

## Produktion

### Stab, Besetzung und Dreharbeiten
Es handelt sich bei dem Film um eine südafrikanisch-deutsch-niederländisch-französische Koproduktion, mit dem Brasilianer Elias Ribeiro als Produzent für Urucu Media. Die Produktion wurde zudem von The Hubert Bals Fund und ARTE International Prize unterstützt und vom südafrikanischen Ministerium für Handel und Industrie und von der National Film and Video Foundation gefördert. Zudem fand ein Vorabverkauf der Fernsehrechte an ARTE France und das ZDF statt. Die Regie führte John Trengove, der auch das Drehbuch zum Film schrieb. Es handelt sich um Trengoves Spielfilmdebüt, der sich bereits in seinem Kurzfilm Ibhokhwe dem Thema männliche Beschneidung widmete. Trengove wuchs in Johannesburg auf und lebte später in Kapstadt und New York, wo er auch seinen Master-Abschluss als Filmemacher erworben hatte. Vor seinen Arbeiten für den Film Die Wunde war Trengove für das Theater tätig und drehte Werbespots und eine von Kritikern gelobte Miniserie mit dem Titel Hopeville, mehrfach ausgezeichnet wurde, darunter für die Rose d’Or, und eine Nominierung für den International Emmy Award erhielt.

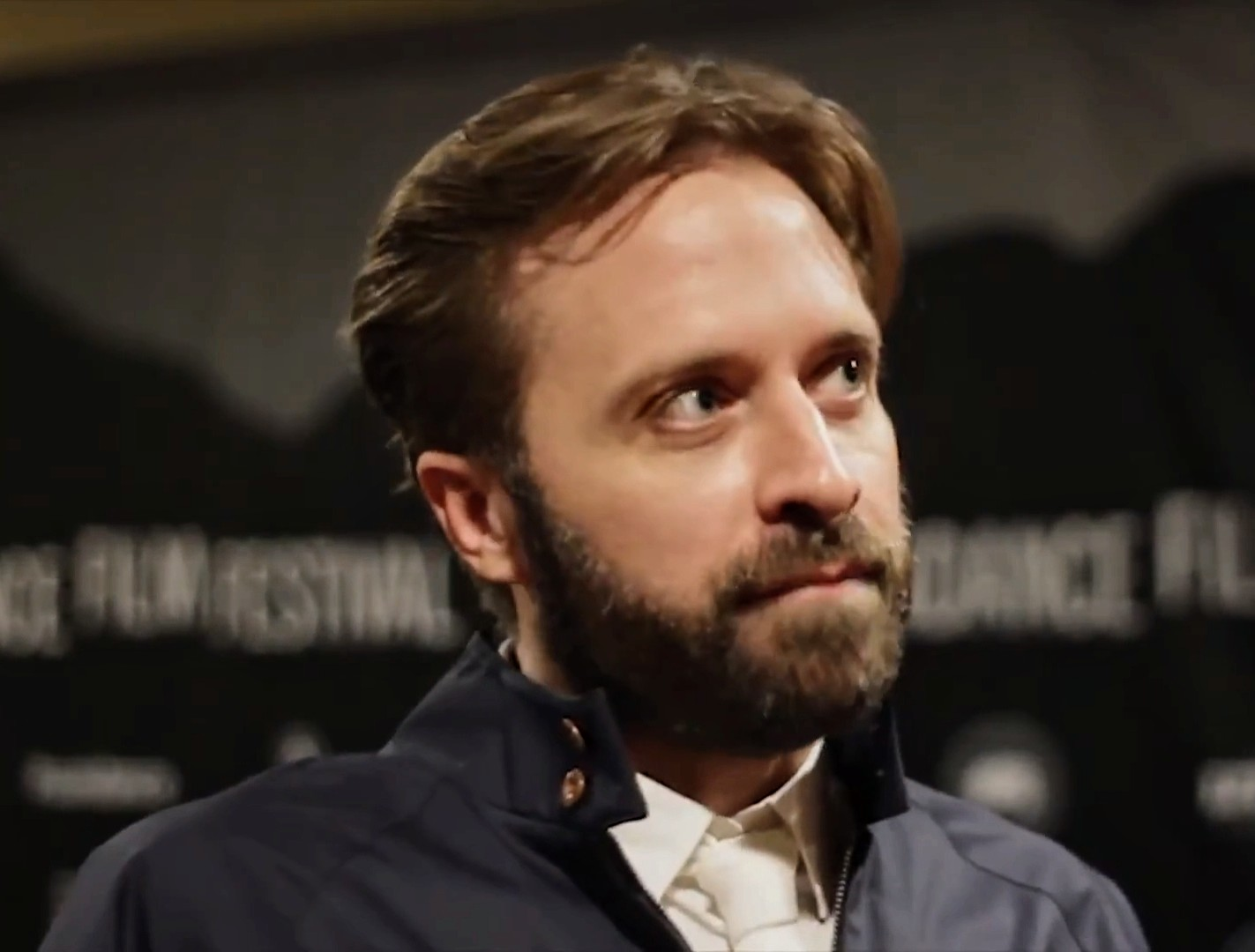
Der Regisseur John Trengove

Für den Regisseur, der sich selbst als ein Outsider bezeichnet, war es laut eigenen Aussagen interessant zu zeigen, was passiert, wenn junge afrikanische Männer aus ihrem gewohnten Umfeld herausgerissen werden und nun zusammen leben müssen. Besonders war Trengove daran interessiert, zu zeigen, wie starke emotionale und physische Triebe zu einer Toxizität innerhalb dieser Gruppe führen, allerdings versuchte der Regisseur hierbei sein eigenes Wertesystem in die Geschichte des Films einzubringen. Trengove meinte weiter: „Für einen weißen Mann wie mich ist es natürlich nicht unkompliziert, schwarze, marginalisierte Lebensrealitäten abzubilden. Tatsächlich ist es sogar hochproblematisch. Mir war es wichtig, dass die Geschichte des Films selbst dieses Problem mitabbildet.“
An den Drehbucharbeiten des Films waren zudem der Schriftsteller Thando Mgqolozana und Malusi Bengu beteiligt. 2009 hatte Mgqolozana in seinem Buch A Man Who Is Not A Man den grausamen Brauch kritisiert und darin von den eigenen schlimmen Erfahrungen erzählt. Bereits 1994 hatte Nelson Mandela in seinem Buch The Long Walk to Freedom erstmals von diesem geheimnisvollen Ritus erzählt.
Als Schauspieler wurden ausschließlich männliche Mitglieder der Xhosa engagiert. Für Nakhane Touré handelt es sich um seine erste Filmrolle überhaupt. Zuvor war der mittlerweile offen homosexuelle Touré in Südafrika bereits als Sänger bekannt und wurde für seine musikalische Arbeit mehrfach ausgezeichnet.
Die Dreharbeiten fanden zum größten Teil in Ostkap in Südafrika statt, einer Provinz, in der 85 Prozent der Bevölkerung den Xhosas angehören. Die Dreharbeiten hatten im Mai 2014 begonnen und endeten im darauffolgenden Winter. Die gesamten Produktionskosten beliefen sich auf rund 500.000 Euro.

### Veröffentlichung
Der Film feierte am 22. Januar 2017 im Rahmen des Sundance Film Festivals seine Weltpremiere, wo er im World Cinema Dramatic Competition gezeigt werden wird. Am 9. Februar 2017 wurde Die Wunde als Eröffnungsfilm des Panorama-Hauptprogramms im Rahmen der 67. Berlinale vorgestellt und wurde hier auch im Rahmen des Teddy Awards, einem eigenen Wettbewerb, gezeigt. Der Film kam am 19. April 2017 in die französischen Kinos. Im Juni 2017 eröffnete der Film das Tel Aviv LGBT Film Festival. Ebenfalls im Juni 2017 wurde der Film beim Sydney Film Festival gezeigt. In Südafrika wurde der Film erstmals ab 14. Juli 2017 im Rahmen des Durban International Film Festivals vorgestellt. Ab 16. August 2017 wurde der Film in ausgewählten New Yorker Kinos gezeigt. Im Oktober 2017 erfolgte eine Vorstellung beim London Film Festival. Beim Africa International Film Festival 2017 konkurrierte Die Wunde im Hauptwettbewerb.

## Rezeption

### Altersfreigabe
In Deutschland ist der Film FSK 16. In der Freigabebegründung heißt es: „Der Film thematisiert in ruhiger Erzählweise, mit vielen Dialogen und nah an den Figuren männliche Rollenbilder zwischen Tradition und Moderne. Dabei kann er durch einige Darstellungen von Gewalt und teils auch von Gewalt geprägter Sexualität sowie überraschende, düstere Wendungen Kinder und Jugendliche unter 16 Jahren überfordern. 16-Jährige können sich aber ausreichend distanzieren, da das Setting und der gesamte kulturelle Hintergrund fern ihrer Lebensrealität sind und der Film auch stilistisch nicht ihren Sehgewohnheiten entspricht.“

### Kritiken und Einspielergebnis
Der Film konnte bislang 91 Prozent der Kritiker bei Rotten Tomatoes überzeugen und erhielt hierbei eine durchschnittliche Bewertung von 7,3 der möglichen 10 Punkte.
Guy Lodge von Variety beschreibt den Film als eine kompromisslose und hervorragend ausgearbeitete Studie von unterschiedlichen aufeinanderprallenden Männlichkeitsidealen der Xhosa, die nicht nur Außenstehenden die Augen öffnet, sondern auch manchem Südafrikaner. Der Film sei, so Lodge, reich an kleinen Details, und John Trengove wähle als weißer Filmemacher einen zwar zurückhaltenden, aber auch nicht rein anthropologischen Ansatz, um das anspruchsvolle Thema zu untersuchen.
Paul Schulz vom schwulen Lifestylemagazin Männer sagt: „Die Spannung, die sich während des Films unaufhaltsam aufbaut, rührt einerseits von dem jungen Kwanda her, der die patriarchalen Normen der Initiation zunehmend infrage stellt, und andererseits von der inneren Krise, die Xolani durchlebt. Er muss sich entscheiden zwischen der traditionellen Welt, die er kennt, und seiner eigenen Selbstverwirklichung.“
Selim Petersen vom SRF meint, gegen das südafrikanische Schwulendrama wirke Brokeback Mountain wie Kinderkram, und das archaische Beschneidungsritual, das aus Jungs Männer machen soll und Dreh- und Angelpunkt der Handlung sei, gehe  buchstäblich unter die Haut. Die Handlung halte zudem manche Überraschung bereit, so Petersen, und so liegen Mitgefühl, Begehren und Aggression in dem fiebrigen Film über Homosexualität, Homophobie und Männlichkeit ganz nah beieinander, wodurch die Stimmung jederzeit umschlagen könne. Petersen resümiert, dank Die Wunde sei die 67. Berlinale ihrem hohen Anspruch doch noch gerecht geworden.
Christian Berndt vom Deutschlandradio sagt, der Film vermittle in zugleich malerischen und realistischen Bildern viel von der existenziellen Bedeutung dieser Gruppenerfahrung, führe aber auch die Widersprüche einer Männergesellschaft vor, die zutiefst homophob ist, aber homoerotisch angehauchte Rituale pflegt.
Anfang Oktober 2017 wurde bekannt, dass Die Wunde von Südafrika als Nominierungskandidat in der Kategorie Bester fremdsprachiger Film für die Oscarverleihung 2018 eingereicht wurde. Nach dem Bekanntwerden dieser Einreichung äußerten Stammesführer der Xhosa grundsätzliche Vorbehalte, da in dem Film vor allem der Initiationsritus ihrer Ethnie in den Vordergrund gestellt werde. Der Übergang der Jugendlichen zur Gruppe der Erwachsenen sei aber ein heiliger Vorgang, und die Produzenten hätten daraus einen Witz gemacht, lautete die Kritik. Der Sprecher der Stammesführer äußerte sich enttäuscht darüber, dass die Regierung die Ausstrahlung des Films erlaube. Mitte Dezember 2017 wurde bekannt, dass der Film von der Academy of Motion Picture Arts and Sciences auf die entsprechende Shortlist gesetzt wurde.
Nach seinem Start in Südafrika Anfang Februar 2018 erreichte der Film Platz 6 der dortigen Kino-Charts.

### Auszeichnungen (Auswahl)
Africa International Film Festival 2017
- Nominierung als Bester Spielfilm im Hauptwettbewerb

African-American Film Critics Association Awards 2017
- Auszeichnung als Bester fremdsprachiger Film[29]

Black Reel Awards 2018
- Nominierung als Bester fremdsprachiger Film (John Trengove)[30]

London Film Festival 2017
- Auszeichnung als Bester Erstlingsfilm (John Trengove)[31]

Palm Springs International Film Festival 2018
- Auszeichnung mit dem FIPRESCI-Preis als Bester Schauspieler in einem fremdsprachigen Film (Nakhane Touré)[32]

Sundance Film Festival 2017
- Nominierung als Wettbewerbsfilm im Rahmen des World Cinema Dramatic Competition

Teddy Awards 2017
- Nominierung als Bester Spielfilm